# Mateusz Kowalczyk (calciatore)
Mateusz Kowalczyk (Varsavia, 16 aprile 2004) è un calciatore polacco, centrocampista del GKS Katowice in prestito dal Brøndby.

## Carriera

### Club
Kowalczyk ha iniziato a giocare a calcio a livello professionistico con il ŁKS, dove ha debuttato il 26 febbraio 2022 nell'incontro di I liga pareggiato 1-1 contro il GKS Jastrzębie. Nel 2023 è stato acquistato dal Brøndby dove ha giocato solamente 3 incontri stagionali.
Il 17 luglio 2024 ha fatto ritorno in Polonia in prestito al GKS Katowice.

### Nazionale
Ha giocato nelle nazionali polacche Under-18, Under-19, Under-20 e Under-21. Il 27 agosto 2024 ha ricevuto la prima convocazione in nazionale maggiore in vista del doppio incontro di UEFA Nations League contro Scozia e Croazia.

## Statistiche

### Presenze e reti nei club
Statistiche aggiornate al 30 marzo 2025.
| Stagione        | Squadra         | Campionato      | Campionato | Campionato | Coppe nazionali | Coppe nazionali | Coppe nazionali | Coppe continentali | Coppe continentali | Coppe continentali | Altre coppe | Altre coppe | Altre coppe | Totale | Totale | Totale |
| Stagione        | Squadra         | Comp            | Pres       | Reti       | Comp            | Pres            | Reti            | Comp               | Pres               | Reti               | Comp        | Pres        | Reti        | Pres   | Reti   |        |
| --------------- | --------------- | --------------- | ---------- | ---------- | --------------- | --------------- | --------------- | ------------------ | ------------------ | ------------------ | ----------- | ----------- | ----------- | ------ | ------ | ------ |
| 2021-2022       | ŁKS             | 1L              | 12         | 1          | CP              | 0               | 0               |                    | -                  | -                  |             | -           | -           | 12     | 1      |        |
| 2022-2023       | ŁKS             | 1L              | 26         | 6          | CP              | 1               | 0               |                    | -                  | -                  |             | -           | -           | 27     | 6      |        |
| 2023-2024       | Brøndby         | SL              | 1          | 0          | CD              | 2               | 0               | UECL               | 0                  | 0                  |             | -           | -           | 3      | 0      |        |
| 2024-2025       | GKS Katowice    | EK              | 24         | 3          | CP              | 1               | 0               |                    | -                  | -                  |             | -           | -           | 25     | 3      |        |
| Totale carriera | Totale carriera | Totale carriera | 63         | 10         |                 | 4               | 0               |                    | 0                  | 0                  |             | -           | -           | 67     | 10     |        |